# The Walt Disney Company India
La société Walt Disney Company a été créée aux États-Unis en 1923 par Walt Disney mais sa présence en Inde date principalement des années 2000. La filiale indienne de Disney se nomme The Walt Disney Company India Pvt. Ltd. ou Buena Vista International in India et a été créée en 2004 malgré une présence depuis le début des années 1990.
La société Disney a aussi fortement investi dans la société UTV Software Communications et détient en 2010, près de 50 % du capital. En 2011, Disney achète l'intégralité d'UTV ainsi que les actions d'Indiagames non détenues par UTV. Depuis 2017, Disney India Studios regroupe la production cinématographique locale, réduite à quelques productions et la distribution des productions hollywoodiennes.

## Historique
La première présence attestée de Disney en Inde date de 1948 lorsque le film Bambi (1942) sort dans ce pays avec un doublage en hindi, devenant le premier long métrage étranger à avoir ce traitement mais en raison de la culture indienne, les musiques du film ont été recomposées et interprétées par des chanteurs locaux.

### 1993-2003: Les premiers pas
En 1993, Disney se lance dans une coentreprise avec KK Modi Group. Disney propose alors un bloc de programmes télévisuels d'une heure chaque soir sur la chaîne satellitaire Zee TV (lancée en octobre 1992) produit par Buena Vista International, programmes ensuite transférés sur Sony TV.
Fin 2000, la législation en Inde a été assouplie principalement à l'égard des entreprises qui peuvent dorénavant créer des coentreprises dans le pays. Depuis 2002, les garanties sur la propriété intellectuelle sont renforcées et depuis 2004, les entreprises étrangères peuvent créer des franchises. Disney a profité de ces opportunités pour investir massivement dans ce pays.
En août 2003, le contrat de 10 ans liant Disney et KK Modi arrive à son terme et les deux sociétés ne le renouvellent pas.

### 2004-2010: Nouveau départ
En 2004, Disney installe des bureaux en Inde, dépendant de Walt Disney International. La société The Walt Disney Company (India) Pvt Ltd est fondée le 1er juillet 2004. Les premières actions sont la création de plusieurs chaînes rattachées à Walt Disney Television ou ABC dès décembre 2004. Le 17 décembre 2004, Disney lance Disney Channel India et Toon Disney. D'autres actions suivent rapidement dont un magazine jeunesse, 250 livres, une centaine de catégories de produits dérivés et du contenu pour téléphone mobile.
Toutefois, Disney constate encore un important retard face à des concurrents comme Cartoon Network, principalement à cause d'une production pas assez localisée. En août 2005, Disney lance une campagne de promotion autour de Kim Possible. En décembre 2005, les trois chaînes de Disney totalisent 38 % de sa cible de spectateurs en augmentation de 26 %.
Afin d'accroître ses parts de marché, la société Disney attaque sur plusieurs fronts. Le 29 mars 2006, Disney prévoit la création de filiales pour la téléphonie mobile et la télévision par ADSL en Inde. La division de contenu internet et téléphonique Disney Mobile lance en avril 2006, un jeu Power Rangers (alors détenu par Disney). La division "produits de consommation", Disney Consumer Products (DCP) poursuit l'offensive en introduisant le 3 juin 2006 une nouvelle gamme de produits, des vêtements en jeans pour la famille, Disney Jeans, à travers l'ouverture de 20 boutiques spécialisées en Inde. Côté télévision, Disney annonce en juillet 2006 qu'elle envisage d'acheter et/ou de produire des programmes locaux. Le 25 novembre 2006, Disney achète une chaîne de télévision indienne pour la jeunesse : Hungama TV.
En mars 2007, DCP a ouvert sa première boutique Disney Artist en Inde,. Ce nouveau concept est associé à l'entité Disney Stationery, spécialisée dans les produits dérivés liés à la papeterie. En juillet 2007, Disney Consumer Products lance des produits non licenciés par des partenaires avec une gamme de soins de la personne (shampoing et gel douche d'abord, autres produits ensuite). La société change donc de méthode, au lieu de fournir une licence à un gros fabricant comme Unilever ou Procter & Gamble et ne touchant donc que des royalties, Disney se lance dans la production directe dans l'optique de gagner les plus importantes parts des revenus. En 2006, les chiffres pour la division des produits de consommation étaient de 4 milliards de $ de royalties pour des ventes estimées à plus de 26 milliards de $. Le 4 août 2007, Disney Consumer Products et Lenovo annoncent la sortie d'ordinateur thématisés Power Rangers en Inde,.
Disney se lance aussi en mai 2008 dans la joaillerie avec une entreprise indienne, le Popley Group. Le 3 octobre 2008, Disney annonce la production en Inde de quatre films mais comme studio en indépendant et non plus des coproductions avec des studios locaux. À la suite du franchissement par Disney des 50 % de part du capital d'UTV, cette dernière détient une option de rachat des parts de Disney effective avant novembre 2012.
D'après la publication officielle de la répartition des actionnaires d'UTV au 31 mars 2009, Disney possède 59,94 % du capital. Le 15 avril 2009, DPW annonce le lancement d'une publication de bandes dessinées Disney en Inde à la fois en anglais et en hindi, distribuée par l'éditeur local Junior Diamond. Le 27 avril 2009, Disney débute la diffusion sur Disney Channel India d'une série produite localement, Kya Mast Hai Life marquant ainsi un virage complet spécifique au marché indien.

### 2010 à 2015: Renforcement dans le cinéma et le numérique
Le 14 mars 2010, Disney annonce vouloir produire ou coproduire 14 films orientés pour la famille en Inde. Le 3 mai 2010, dans une interview de Mahesh Samat, responsable opérationnel de Walt Disney Company India, revient sur la politique de Disney en Inde : l'entreprise créée en 2005 compte plus de 160 employés, a investi 500 millions de $ et détient plus de 100 licences mais est confronté à une redéfinition culturelle, pour devenir indienne. Pour cela la société compte sur les 71 millions d'abonnés au réseau de télévision Disney mais aussi à la diffusion hertzienne (145 millions de foyers), la distribution d'un catalogue de 300 films, les produits de consommation, le développement de franchise, la production locale (films et télévision) dont le doublage dans les nombreuses langues du pays et le portage sur les nouveaux médias. Le 10 mai 2010, le journal économique The Times of India estime que l'investissement dans UTV passe au long terme malgré les incertitudes liées à son cœur de métier (cinéma et télévision) et que le taux de retour sur investissement pour Disney s'élève à 51 %.
Le 28 juillet 2010, UTV Motion Pictures annonce que Walt Disney Studios Home Entertainment assurera la distribution en Inde des grosses productions du studio. Le 4 août 2010, A&E forme un partenariat 49%/51 % avec la société indienne Network 18 Group pour décliner en Inde les chaînes History et Biography.
Le 25 novembre 2010, Disney accorde à Net Distribution la gestion de son site de vente en ligne rebaptisé pour l'occasion www.shopatdisney.in. Le 8 décembre 2010, la filiale indienne de Disney Publishing Worldwide signe un contrat de publication et de distribution avec l'India Today Group.
Le 1er février 2011, Disney signe un contrat avec la société indienne Apalya TV pour distribuer des programmes de Disney XD via la téléphonie mobile. Le 22 février 2011, ESPN obtient d'un tribunal indien un jugement contre 144 sociétés de télédiffusions rediffusant illégalement la coupe du monde de cricket 2011 dont ESPN Star Sports a obtenu les droits jusqu'en 2015. Le 4 mai 2011, Disney s'associe à la chaîne de cinéma BIG Cinemas pour organiser des évènements intitulés Disney Brunch à Mumbai avec diffusion des longs métrages du studio. Le 20 mai 2011, Disney et UTV Motion Pictures annoncent un partenariat dans la production de films en Inde,. Le 7 juin 2011, la presse indique que Disney chercherait à accroître sa participation dans UTV. Le 19 juillet 2011, ESPN Star Sports lance deux chaînes en HD en Inde : ESPN HD et Star Cricket HD,. Le 26 juillet 2011, UTV annonce qu'elle a accepté une offre de Disney pour acheter les 49,6 % restants du capital qu'elle ne détient pas pour 454,62 millions d'USD. Le projet prévoit de racheter toutes les actions encore disponible sur le marché, de déquoter la société puis de racheter les 19,82 % détenus par Ronnie Screwvala,. Le 5 septembre 2011, UTV annonce que ses actionnaires publics acceptent le retrait du marché de la société, étape préalable du rachat par Disney. Ce rachat vise à développer les marques et produits détenus par Disney en Inde que ce soit Marvel, les jeux vidéo, la télévision, la téléphonie mobile, énorme potentiels avec 700 millions de téléphones en 2011 et 1 million supplémentaires vendus chaque jour. Le 7 octobre 2011, Disney annonce avoir acheté pour un prix de 80 à 100 millions d'USD les 42 % d'Indiagames non détenus par UTV Software Communications. Les 42 % étaient détenu par Vishal Gondal, fondateur d'Indiagames et des investisseurs étrangers tel que Cisco Systems et Adobe Systems. Le 25 novembre 2011, UTV Indiagames annonce se recentrer sur le marché indien après l'achat par Disney. Le 7 décembre 2011, le gouvernement indien valide le rachat d'UTV par Disney. Le 28 décembre 2011, Disney annonce lancer une offre de retrait de la bourse de Bombai de 12,2 millions d'actions UTV valable du 16 au 20 janvier 2012, soit 29,96 % de l'entreprise afin d'atteindre 80,25 %, le reste étant détenu par RS Group. Le 28 décembre 2011, Disney annonce le lancement de Disney XD en marathi et en bengali dès le 1er janvier 2012.
Le 12 janvier 2012, Disney Consumer Products accorde à la société indienne Kayempee Foods basée à Hyderabad une franchise pour des chocolats et confiseries Disney. À la suite de la clôture de l'offre de rachat des actions publiques le 31 janvier 2012 (près de 30 %) et le rachat des actions des promoteurs le 2 février 2012 (20 %), Disney détient désormais plus de 90 % du capital d'UTV. La société UTV devrait être renommée par la suite The Walt Disney Company India dépendant de Walt Disney International tandis que Rohinton Screwvala devrait devenir son président, rapportant à Andy Bird. Fin février, Disney détient alors 93 % et un droit pour acheter les actions restantes au prix de 1 100 roupies l'une jusqu'au 16 mars 2013. Le 21 juin 2012, Disney Consumer Products annonce un partenariat avec la société immobilière Sunteck de Mumbai pour construire des logements thématisés Disney. Le 2 août 2012, Disney India annonce réorganiser sa division interactive avec celle de sa nouvelle filiale UTV, qui prendra le nom DisneyUTV Digital. Les studios UTV Indiagames, UTV Ignition Entertainment et UTV True Games dépendent désormais de DisneyUTV Digital ainsi que les services Disney tels que Club Penguin. 23 août 2012, le gouvernement indien autorise Disney à investir 180 millions d'USD en Inde. Le 28 septembre 2012, Disney Channel India annonce la diffusion de son premier téléfilm Luck Luck Ki Baat produit spécialement pour le marché indien. Dans son rapport annuel clos fin septembre 2012, Disney annonce avoir acheté près de 6 % d'actions supplémentaires pour 63 millions d'USD, dépassant les 99 %.
Le 15 janvier 2013, Disney annonce développer aux États-Unis son concept testé en Inde depuis un an par sa filiale indienne de maisons ou appartements thématisés Disney. Le 17 janvier 2013, Disney annonce un partenariat avec la société immobilière Team Taurus de Calcutta pour construire des logements thématisés Disney. Le 21 janvier 2013, Disney-UTV, Disney Media Distribution et Reliance Entertainment signent un contrat de distribution de vidéo à la demande sur le service Bigflix en Inde. Le 11 février 2013, IndiaCast, regroupement en Inde de TV18 et Viacom, s'associe à UTV Global Broadcasting, filiale de Disney pour diffuser des chaînes de télévision. La nouvelle société détenue à 74 % par IndiaCast et 26 % par Disney UTV doit proposer les 35 chaînes de TV18, Viacom18, A&E Network et UTV Global Broadcasting. 23 février 2013, le service indien BoxTV annonce l'ajout de service de VOD de Sony Pictures Television et Disney UTV. Le 18 avril 2013, Marvel, filiale de Disney, renouvelle son contrat signé en 2012 avec la franchise Mumbai Indians de l'Indian Premier League pour des produits jeunesse. le 22 avril 2013, Disney UTV Digital lance quatre applications smartphone : UTV pour les productions associées, Disney pour des courts métrages d'animation, Comedy pour des vidéos comiques et Devotional pour les religions indiennes. Le 25 avril 2013, la société immobilière indienne Supertech lance un projet de 1 000 logements thématisées Disney à Greater Noida en Inde. Le 13 juin 2013, The Economic Times annonce que les 8 films de Disney UTV cumulent 48 % des recettes du premier semestre des sorties cinéma 2013 en Inde soit 4,27 des 11,07 millions de roupies. Le 2 juillet 2013, Disney UTV teste en Inde un système de votes en ligne pour programmer la sortie du film Ship of Theseus dans certaines villes. Le 21 octobre 2013, Disney UTV annonce son premier film en télougou.
Le 23 octobre 2013, Ronnie Screwvala annonce son départ de Disney UTV et son remplacement par Siddharth Roy Kapur.
Le 14 janvier 2014, UTV Motion Pictures le studio de distribution de Disney UTV annonce qu'il compte augmenter le nombre de films distribués en 2014 avec 26 productions dont 14 en Hindi et 7 américaines. Le 9 mars 2014, Disney Consumer Products accorde une licence à la société indienne Hero Cycles pour commercialiser des vélos pour enfants à l'effigie des personnages Disney et Marvel. Le 26 mars 2014, Vodafone et la filiale interactive de Disney India signent un contrat de distribution de jeux et applications. Le 16 juillet 2014, le gouvernement indien accorde plusieurs autorisations d'investissements étrangers en Inde dont 180 millions d'USD par Disney Southeast Asia dans UTV. Le 25 juillet 2014, Disney et Philips annoncent des lampes à LED pour enfant vendues exclusivement en Inde sur le site Amazon. Le 10 novembre 2014, Disney dément les rumeurs de parcs à Visakhapatnam en Inde. Le 30 décembre 2014, la marque indienne de casque audio Portronics se voit accorder une licence par Disney India pour des écouteurs Disney et Marvel.
Le 26 février 2015, Disney India annonce une nouvelle adaptation de La Belle et la Bête (1991) sous la forme d'une déclinaison locale de la comédie musicale La Belle et la Bête avec une troupe indienne. Le 26 février 2015, Disney India conclut un partenariat record avec plus de 50 marques pour promouvoir le film Avengers : L'Ère d'Ultron en Inde.
Le 1er juillet 2015, Disney India et IndiaCast annoncent stopper prématurément leur contrat de distribution télévisuelle, signé en 2013 par UTV Global Broadcasting, afin de satisfaire l'autorité de régulation des télécoms indienne,. Le 8 août 2015, Disney Channel India décline les séries Shake It Up, Jessie, Bonne chance Charlie et La Vie de palace de Zack et Cody en version indienne sous les noms Shake It Up, Oye Jassie!, Best of Luck Nikki et The Suite Life of Karan and Kabir. Le 12 août 2015, Disney India annonce une adaptation locale de la comédie musicale La Belle et la Bête à Bombay,,. Le 27 août 2015, Disney India annonce l'arrêt des développements pour son studio Indiagames dans le cadre de la restructuration de Disney Interactive Studios,,.

### 2016-2018: Réorganisation et arrêt de la production cinématographique
Le 12 janvier 2016, Disney et Sony Pictures Network India s'associent pour rouvrir des chaînes ESPN en Inde, Sony ESPN et Sony ESPN HD. Le 8 mars 2016, Penguin Random House et Disney India lancent des publications Disney en Inde pour les enfants par la division Puffin sous la forme de livres illustrés, de romans, de livres de coloriage et d'activités. Le 29 mars 2016, Disney India est en pourparlers avec le promoteur indien DLF Limited pour créer une cinquantaine de Disney Store de 100 m2 et des boutiques phare de 1 000 m2,. Le 29 mars 2016, Disney India va changer son modèle d'entreprise pour la télévision afin réduire sa dépendance aux revenus publicitaires, avant réparti à 65 % pour la pub et 35 % pour les souscriptions et en 2016 de 40-60. Le 28 avril 2016, à la suite du succès de la première saison de la comédie musicale La Belle et la Bête en Inde, Disney India programme une nouvelle saison mais à un tarif plus élevé et avec un souci de salles, peu nombreuses et pas assez grandes dans le pays. Le 26 août 2016, Disney India stoppe la production de films en Inde au travers de sa filiale UTV Motion Pictures pour se recentrer sur la distribution de films et séries,. Le 1er septembre 2016, Disney India confirme son recentrage vers la distribution de films américains d'Hollywood au lieu d'une production locale Bollywood en raison de la non-rentabilité de sa production locale bollywoodienne et de succès du Livre de la jungle,,. Le 30 septembre 2016, la filiale 9Apps du groupe chinois Alibaba s'associe en Inde à Disney India pour héberger un catalogue de 300 jeux et applications pour le compte de Disney UTV Digital,. Le 18 décembre 2016, Disney India lance une campagne d'apprentissage de l'informatique à l'école en Inde pour les enfants de 8 ans et plus au travers d'applications avec des personnages Disney comme Vaiana. Le 23 décembre 2016, Disney India prévoit de restructurer son activité à la suite de la réorganisation de sa maison-mère américaine dans les deux prochains mois avec une réduction de son personnel de 680 à 350 employés. Parmi les points de restructuration figurent la fusion des produits de consommation et des produits interactifs ainsi que le regroupement de la division télévision coupée en deux (production de contenu et diffusion). Le 26 décembre 2016, le film Dangal récolte 106,95 crore roupies en trois jours, se hissant parmi les films les plus rentables du cinéma bollywoodien.
Le 16 janvier 2017, Disney India et Star India signent un partenariat pour diffuser les productions Disney et ABC sur le service de vidéo à la demande Hostar,. Le 25 avril 2017, Andy Bird, président de Walt Disney International, explique l'arrêt pour Disney India de la production de films Bollywood par un recentrage de la production sur les réseaux sociaux et l'accroissement de l'intérêt des indiens pour les films d'Hollywood. Le 18 juin 2017, Disney India Studios annonce la sortie de Jagga Jasoos pour le 14 juillet. Le 14 juillet 2017, le film Jagga Jasoos sort dans 1 850 salles en Inde. Le 22 juillet 2017, malgré un bon démarrage avec 1,36 million d'USD le premier jour et 6,8 millions au bout d'une semaine, les entrées du film Jagga Jasoos chutent de 85 % en seconde semaine, la pire chute pour un film en Inde en 2017, et confirme que le film ne rentrera pas dans ses frais estimés à plus de 1 million d'USD.

### Depuis 2019: Ajout de la Fox, de Star et Disney+ Hotstar
Le 7 décembre 2018, STAR TV arrête ses activités télévisuelles aux États-Unis et au Royaume-Uni et ne conserve que le service Hotstar en service par contournement. Le 16 décembre 2018, Uday Shankar actuel président de 21st Century Fox Asia et de Star India est nommé à la tête de The Walt Disney Company Asia Pacific regroupant ses activités précédentes de la Fox et celles de Disney sous la division Disney Direct-to-Consumer and International et devient président de The Walt Disney Company India,.
Le 25 avril 2019, Kevin Mayer, président de Disney Direct-to-Consumer and International, déclare que l'une des motivations de l'Acquisition de 21st Century Fox par Disney est une croissante en Asie et en Inde. Fox et Disney sont principalement complémentaires en Asie, avec par exemple la presque absence de la Fox en Chine ou les marchés différents en Inde mais il y a de fortes redondances en Asie du Sud-Est.Toutefois l'achat de la Fox, et sa filiale STAR TV, force Disney à revenir sur sa décision en 2016 de stopper la production cinématographique indienne, avec la fermeture des studios d'UTV Motion Pictures. Un autre changement initié par la Fox depuis 2009, dû au succès de Star, est le découpage en sous-régions, voire par langues en Inde avec des entités dédiées au tamul ou à l'hindi. C'est en Inde que Disney modifie le plus son organisation à cause d'une prédominance de la Fox, Star en tête, bien que Star soit absente du secteur des émissions pour la jeunesse. Le 7 juin 2019, Hotstar suspend le support avec le navigateur Safari en Inde pour éviter une faille de sécurité permettant le partage de comptes.
Le 2 avril 2020, Disney annonce la fusion en Inde sous le nom Disney+ Hotstar des services Hostar et de Disney+ pour permettre le lancement de ce dernier.
Le 14 avril 2022, la chaîne Star India est rebaptisée Disney Star.

## Organisation
- Disney Star, ex-Star India
- United Entertainment Solutions Ltd. créée en 1997 et le cœur de la historique société, spécialisé dans la postproduction et les effets spéciaux.
- UTV Communications fondée en 2004 et assurant la distribution en Inde et à l'international des (co-)productions. Elle comprend :
  - UTV Motion Pictures ;
  - UTV Communications (USA) LLC, fondé le 26 avril 2004 ;
  - UTV Communications (UK) Ltd. ;
  - UTV Communication (Mauritius) Ltd.
- United Home Entertainment, était une filiale du groupe fondée aussi fin 2004 avant son rachat par Disney en novembre 2006, créée pour la gestion de chaine de télévision
  - Hungama TV, une chaîne pour enfant
- UTV Global Broadcasting pour la télédiffusion[117] crée le 6 juin 2007, détenue à 85 % par UTV[118] et 15 % par Disney et comprenant[119] :
  - UTV Bindass, chaîne lancée en septembre 2007 dédiée au public des 15-34 ans[120] ;
  - UTV Movies, chaîne lancée en février 2008 aux films indiens ;
  - UTV World Movies, chaîne lancée en février 2008 dédiée aux films des autres pays du monde ;
  - UTV Action, chaîne lancée en janvier 2010 dédiée aux films d'action, indiens ou non ;
  - Bloomberg UTV, chaîne d'information lancée en 2008 sous le nom UTVi, en partenariat avec Bloomberg TV ;
  - Genx Entertainment Ltd détenant deux chaînes pour la jeunesse.
- UTV TV filiale pour la distribution des productions télévisuelles, fondée le 9 juillet 2007
  - RB Entertainment Limited est une coentreprise fondée le 6 mai 2008 assurant la production de contenu télévisuels, détenu à 60 % par UTV TV et 40 % par Rajesh Beri
- Disney UTV Digital pour internet et jeux vidéo
  - UTV Indiagames Ltd (58,62 %)[118]
  - UTV Ignition Entertainment Limited (89,58 %)[121]
    - Digi Guys Limited

  - UTV True Games ex-True Games Interactive (95 %)[121]
- UTV New Media Limited pour internet
  - ITNation Media
    - CXOtoday.com
    - TechTree.com
    - ChannelTimes.com
    - 360 Magazine
    - DI-Narc
    - ITNation Research
- Tata Play (30%)

## Thématique

### Télévision
- Disney Hour / Good Morning Disney / Disney Time, un programme télévisé
- Disney Channel India et Toon Disney, lancée le 17 décembre 2004
- Hungama TV, rachetée le 25 novembre 2006 à UTV
- les chaînes d'UTV Global Broadcasting
- Disney+ Hotstar

Ancienne participation :
- ESPN Star Sports l'association d'ESPN et STAR TV de News Corporation (1995-2012)

### Cinéma
Le 13 mars 2010, Andy Bird, président de Walt Disney International, confirme la coproduction de films avec des producteurs locaux, dont Yashraj Studios et Zokkoman. La distribution des films est gérée au travers des filiales d'UTV. Le groupe Disney India Studios gère la distribution des productions de Disney, Disney-Pixar, Marvel, LucasFilm et UTV Motion Pictures
- 2008 : Roadside Romeo, réalisé par Jugal Hansraj.
- 2012 : Arjun, le prince guerrier, réalisé par Arnab Chaudhuri.
- 2017 : Jagga Jasoos

### Produits de consommation
- Disney Jeans une gamme de produits et vêtements en jeans pour la famille lancée le 3 juin 2006.
- Disney Artist, une chaîne de boutiques dont la première a été inaugurée en mars 2007
- Disney Publishing Worldwide, publications jeunesse Disney au travers d'une licence à Penguin Random House lancée en mars 2016[89]
- Disney Store en partenariat avec le promoteur immobilier DLF Limited

Disney s'est associé à des sociétés immobilières indiennes pour proposer des logements thématisés. En avril 2013, trois projets ont été lancés
- à Bombay avec Sunteck annoncé en juin 2012[54]
- à Calcutta avec Team Taurus annoncé en janvier 2013[59]
- 1 000 logements à Greater Noida avec Supertech annoncé en avril 2013[65]